# هنقرستيشن (شركة)
هنقرستيشن (بالإنجليزية: Hungerstation) هي منصة لطلب الطعام عبر الإنترنت في الشرق الأوسط. تعمل في المملكة العربية السعودية والبحرين.
في يوليو 2023 أعلنت شركة دليفري هيرو الألمانية استحواذها على شركة هنقرستيشن لخدمات التوصيل التي تتخذ من السعودية مقرا لها، وذلك باستحواذها على نسبة الـ 37% المتبقية من أسهم المؤسس إبراهيم الجاسم مقابل نحو 297 مليون دولار.

### أهم المحطات في تاريخ هنقرستيشن:
- التأسيس والانطلاق: بدأت هنقرستيشن كفكرة سعودية محلية تهدف إلى تسهيل عملية طلب الطعام وتوصيله إلى المنازل.
- التوسع السريع: لم يقتصر نشاط هنقرستيشن على توصيل الطعام فقط، بل توسعت لتشمل توصيل مختلف المنتجات مثل البقالة والصيدلية والزهور. كما قامت بالتوسع جغرافياً لتغطي معظم المدن السعودية.
- الاستحواذات والشراكات: شهدت هنقرستيشن عدة استحواذات وشراكات استراتيجية مع شركات أخرى في المجال، مما ساهم في تعزيز مكانتها في السوق وتعزيز خدماتها.
- الاستحواذ من قبل دليفري هيرو:[4] في خطوة مهمة، أعلنت شركة دليفري هيرو الألمانية العملاقة في مجال توصيل الطعام، في يوليو 2023، عن استحواذها على نسبة الـ 37% المتبقية من أسهم هنقرستيشن. هذا الاستحواذ يعكس الثقة الكبيرة التي توليها الشركات العالمية لمنصة هنقرستيشن وإمكانياتها في المنطقة.

### أسباب نجاح هنقرستيشن:
- التركيز على السوق المحلي: فهمت هنقرستيشن احتياجات المستهلك السعودي بشكل جيد، وقامت بتطوير خدماتها لتلبية هذه الاحتياجات.
- التوسع السريع والمرن: تمكنت هنقرستيشن من التكيف مع التغيرات السريعة في السوق والتوسع بسرعة لتغطية مناطق جديدة.
- التكنولوجيا الحديثة: استخدمت هنقرستيشن أحدث التقنيات في مجال التوصيل، مما ساهم في تحسين كفاءة الخدمة وتقديم تجربة مستخدم مميزة.
- الشراكات الاستراتيجية: ساهمت الشراكات التي أبرمتها هنقرستيشن مع مختلف الشركات في تعزيز مكانتها وتوسيع نطاق خدماتها.

## وصلات خارجية
الموقع الرسمي للشركة